# Maurice Delom-Sorbé

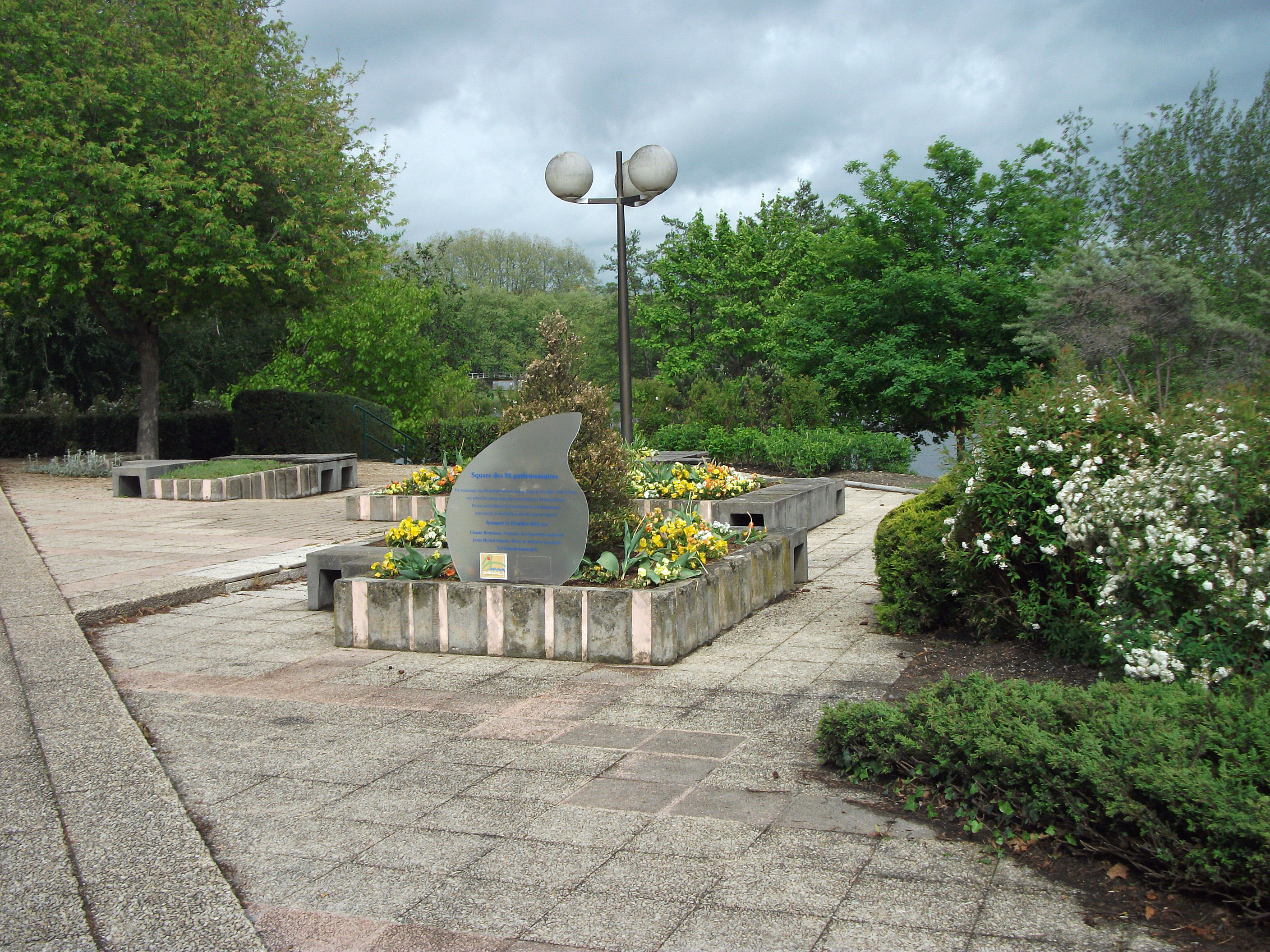
Bellerive-sur-Allier – Square des 80 Parlementaires 2014

Maurice Marie Joseph Delom-Sorbé (* 17. September 1898 in Mont-de-Marsan; † 29. Juni 1986 Séméacq-Blachon) war ein französischer Politiker der Dritten Republik. Er gehörte zu den „quatre-vingts“, also den achtzig Abgeordneten, die sich am 10. Juli 1940 gegen die Machtübernahme Philippe Pétains stellten.

## Leben
Maurice Delom-Sorbé war der Sohn des Abgeordneten Joseph Delom-Sorbé und besuchte das Gymnasium in Pau. Als Soldat im Ersten Weltkrieg wurde er für seinen Mut mit dem Croix de guerre ausgezeichnet. Anschließend ließ er sich als Landwirt nieder und wurde Bürgermeister seiner Gemeinde Séméacq-Blachon. Im Jahr 1932 wurde er zum Abgeordneten gewählt und 1936 wiedergewählt. Maurice Delom-Sorbé war Mitglied der Jeune République, einer christdemokratischen Bewegung der linken Mitte. Er schrieb sich in die Parlamentsfraktion der Gauche indépendante (Unabhängige Linke) ein und schloss sich dann der Gauche démocratique et radicale indépendante (Unabhängige demokratische und radikale Linke) an, die den Radicaux indépendants (Unabhängige Radikale) nahestand. Er war Mitglied des Landwirtschaftsausschusses, des Ausschusses für Post-, Telegrafen- und Telefonwesen sowie des Ausschusses für Zivil- und Militärrenten. Im vierten Kabinett Chautemps (Januar bis März 1938) war er Unterstaatssekretär für die Kriegsmarine. Im Jahr 1938 wurde er zum Generalrat und später zum Vizepräsidenten des Generalrats von Basses-Pyrénées gewählt.
Am 10. Juli 1940 stimmte Delom-Sorbé in der Nationalversammlung gegen die diktatorischen Vollmachten für Philippe Pétain.
1944 und 1945 gehörte er der Assemblée consultative provisoire (Provisorische Beratende Versammlung) an. Er gehörte dort dem Ausschuss für Landwirtschaft und Versorgung sowie dem Ausschuss für Jugend und Sport an. Im Jahr 1944 wurde er zum Bürgermeister von Montpezat-de-Quercy gewählt. Seine Amtszeit dauerte ein Jahr. 1945 wurde er erneut zum Abgeordneten gewählt und gehörte in der Assemblée constituante (Verfassungsgebende Versammlung) dem Ausschuss für Finanzen, dem Ausschuss für Rechnungswesen, dem Ausschuss für Zivil- und Militärrenten und dem Ausschuss für Geschäftsordnung an. Maurice Delom-Sobé gehörte damals der Union démocratique et socialiste de la Résistance (Demokratische und sozialistische Union der Résistance) an. Er verlor seinen Sitz 1946 und scheiterte 1951 daran, ihn wiederzuerlangen.
Er war Träger des Croix du combattant.